# إميلي هارمان
إميلي هارمان (بالإنجليزية: Emily Harman)‏ مواليد 15 يونيو 1991 في ونشستر، فرجينيا، الولايات المتحدة، هي لاعبة كرة مضرب أمريكية. أعلى تصنيف لها في الفردي كان 966. أعلى تصنيف لها في الزوجي كان 232.

## النهائيات

### الزوجي (2–4)
| الحصيلة | الرقم | التاريخ         | الدورة                              | الأرضية | الشريك           | المنافس                       | النتيجة               |
| ------- | ----- | --------------- | ----------------------------------- | ------- | ---------------- | ----------------------------- | --------------------- |
| الوصافة | 1.    | يونيو 21, 2010  | كليفلاند، الولايات المتحدة          | ترابية  | إليانور بيترز    | ساناز ماراند كيتلين ووريسكي   | 4–6, 0–6              |
| الوصافة | 2.    | فبراير 18, 2013 | سوربرايز، الولايات المتحدة          | صلبة    | شو يفيان         | سامانثا كراوفورد ساتشيا فيكري | 3–6, 6–3, [7–10]      |
| الفوز   | 1.    | يونيو 17, 2013  | بوفالو، الولايات المتحدة            | ترابية  | ألكسندرا مولر    | ساتشي إيشيزو دينيس ستار       | 4–6, 6–3, [10–7]      |
| الوصافة | 3.    | أكتوبر 7, 2013  | ماكون، الولايات المتحدة             | صلبة    | اليزابيث مبكين   | كريستي بوكس أبيجيل غوثري      | 6–3, 6–7(4–7), [4–10] |
| الوصافة | 4.    | سبتمبر 29, 2014 | هيلتون هيد أيلاند، الولايات المتحدة | ترابية  | مادلين كوبيلت    | ماريا فرناندا ألفيس كيري وونغ | 1–6, 6–7(5–7)         |
| الفوز   | 2.    | يونيو 22, 2015  | باتون روج، الولايات المتحدة         | صلبة    | سامانثا كراوفورد | ستورم ساندرز شانيل سيموندز    | 7–6(7–4), 6–1         |

## روابط خارجية
- إميلي هارمان على موقع رابطة محترفات التنس (الإنجليزية)
- إميلي هارمان على موقع الاتحاد الدولي لكرة المضرب (الإنجليزية)